# Geschichte des Kantons Appenzell Innerrhoden
Die Geschichte des Kantons Appenzell Innerrhoden umfasst die  Entwicklungen auf dem Gebiet des schweizerischen Kantons Appenzell Innerrhoden von der Urgeschichte bis zur Gegenwart.

## Landteilung 1597
Nach der 1597 erfolgten Landteilung von Appenzell entwickelte sich Innerrhoden im Kontext der Entwicklungen in Europa und den übrigen Kantonen zu einem teilweisen Obrigkeitsstaat. Die Kompetenzen der direktdemokratisch entscheidenden Landsgemeinde wurden beschnitten, und einige einflussreiche Familien zogen die Macht im Kanton an sich, etwa in Form des Geheimen Rats, der eine unbegrenzte Amtsdauer besass und teilweise sogar Gesetze erliess (was heute nur entweder der Landsgemeinde oder einem gewählten Parlament zusteht) sowie gerichtliche Funktionen (heute nur bei der Judikative) ausübte. Eine sehr grosse Machtfülle erhielt zudem der Landammann.
1598 erfolgte der Beitritt zum Bündnis der eidgenössischen katholischen Orte mit Spanien, welcher zuvor Hauptursache des Konflikts der beiden Halbkantone mit Folge der Landteilung war.

## Helvetik
1798 wurde die Schweiz durch französische Revolutionstruppen besetzt. Im Mai stimmte die Landsgemeinde widerwillig der neuen helvetischen Verfassung zu. Innerrhoden wurde durch die neue zentralistische Schweizer Verfassung mit Ausserrhoden und Teilen des Kantons St. Gallen zum neuen Kanton Säntis zusammengefügt. Im Herbst 1798 begehrten die Innerrhoder gegen die neue helvetische Verfassung auf, wonach französische und helvetische Truppen den Hauptort Appenzell besetzten; dasselbe ereignete sich auch im Herbst 1799. 1801 verfügte Napoleon Bonaparte einige Lockerungen im Besatzungsregime, und der Kanton Säntis wurde in Kanton Appenzell umbenannt. Mit Napoleons Mediationsakte von 1803 erhielt Innerrhoden wie die anderen Kantone wieder seine alten Grenzen, die Kantone allgemein bekamen wieder souveräne Hoheitsrechte, verblieben aber immer noch unter französischer Oberhoheit.

## Mediationszeit
In der Mediationszeit, nach dem Sturz Napoleons 1814, erteilte die Landsgemeinde dem neuen Bundesvertrag eine Absage und stimmte der ersten eigenständig erlassenen Kantonsverfassung zu. Diese stellte allerdings weitgehend wieder die alte, obrigkeitliche Ordnung her. Im Mai 1815 wurde dann der Bundesvertrag, der ebenfalls im Geiste der alten Ordnung ausgestaltet war, doch noch gutgeheissen, nachdem Garantien bezüglich kantonaler Unabhängigkeit erhalten worden waren. Auf Druck von Oppositionskreisen wurde die konservativ ausgestaltete Verfassung 1829 insofern modifiziert, dass einzelne Bürger wie vor der obrigkeitlichen Zeit wieder Anträge in der Landsgemeinde stellen durften. Allerdings gab es noch immer so gut wie keine Grundrechte wie Niederlassungs- oder Gewerbefreiheit.

## Sonderbundskrieg
In der Sonderbunds-Zeit 1847/1848 zeigte Innerrhoden kein Interesse an der Gründung eines Bundesstaats; Zentralisierung und Zurückdrängung des katholischen Glaubens wurden abgelehnt. Im Bürgerkrieg von 1847 um die neue Bundesverfassung erklärte sich Innerrhoden aufgrund seiner Kleinheit und räumlichen Isolation für neutral.

## Zeit des modernen Schweizer Bundesstaats
Erst 1870, mit grossem Rückstand auf die meisten anderen Kantone, leitete der Kanton auf Druck des Bundes eine Totalrevision der noch aus der Restaurationszeit stammenden Kantonsverfassung ein; die Revision wurde 1872 an der Landsgemeinde verabschiedet. Die Folter wurde beispielsweise erst 1870 abgeschafft.
Die Industrialisierung des Kantons wurde erst spät, um 1870, eingeleitet, mit Schwerpunkt auf der Stickereiindustrie. Ab Ende des 19. Jahrhunderts erfolgte ein Aufschwung des Tourismus.
Das Frauenstimmrecht führte Innerrhoden mit sehr grosser Verspätung ein, es wurde dem Kanton 1990 durch Bundesgerichtsentscheid aufgezwungen (sogenannter Frauenstimmrecht-Entscheid). Dieser Massnahme folgte eine umfassende Reform der Institutionen: 1995 schied die Standeskommission (Exekutive) aus dem Grossen Rat (Legislative) aus, und der Landammann (Regierungspräsident) hörte auf, zugleich Präsident des Grossen Rates zu sein. 1998 wurden die Gerichte neu geordnet; das gegenwärtige Gerichtsorganisationsgesetz stammt von 2010. Eine Reform der Lokalverwaltung (Bezirke) scheiterte hingegen 2013 an der Landsgemeinde.
Die Landsgemeinde 2024 erliess eine neue Verfassung, doch ist diese noch nicht in Kraft.

## Belege
1. ↑  Landsgemeindemandat 2024 > Geschäft 7.